# Jackman Park
Il Jackman Park è uno stadio calcistico irlandese, situato a Limerick, capoluogo dell'omonima contea. È lo stadio casalingo del Limerick Football Club. Nonostante vanti una capienza complessiva di 3000 posti, solo 261 sono a sedere e collocati sull'unica tribuna, sorta su un vecchio capannone. Da questa tribuna si può vedere la stazione ferroviaria della città, che dista pochissimi metri dall'impianto. Il Crescent College possedette il campo fino ai primi anni 70, prima di trasferirsi al Crescent College Comprehensive. Il campo passò poi alla squadra rugbistica degli "Old Crescent" e durante il loro possesso, prese il nome di Priory Park. Nel 1989 furono aggiunti i riflettori. Su questo campo hanno giocato il Celtic e il West Ham United Football Club.

## Futuro
Ci sono due prese di posizione riguardo al futuro dello stadio: chi vorrebbe una ristrutturazione, chi il demolimento dal momento che di spazio per un ampliamento ve n'è ben poco. I proprietari hanno annunciato che c'è l'intenzione di aggiungere una gradinata con posti a sedere sul versante vicino alla stazione. Questa è la scelta più intelligente dal momento che questo è l'unico lato in cui vi è spazio per costruire.